# Alin Șania
Alin Florin Șania, né le 11 février 1983 à Craiova, est un joueur de handball roumain évoluant au poste d'arrière gauche.

## Palmarès

### RK Prevent
- Finaliste de la Coupe de Slovénie : 2004

### Steaua Bucarest
- Champion de Roumanie : 2008
- Vainqueur de la Coupe de Roumanie : 2007, 2008, 2009
- Vainqueur de la Coupe Challenge : 2006

### Al-Wasl Dubaï
- Champion des Émirats arabes unis : 2010
- Vainqueur de la Coupe des Émirats : 2010

### Dinamo Bucarest
- Champion de Roumanie : 2017
- Vainqueur de la Coupe de Roumanie : 2017

### SCM Timișoara
- Vainqueur de la Coupe de Roumanie : 2019